# Overland Park
Overland Park är en stad i Johnson County i delstaten Kansas, USA med 149 080 invånare (2000).